# Etsuko Fukano
Etsuko Fukano (深野悦子, Fukano Etsuko) est une arbitre japonaise de football née le 9 février 1972.

## Carrière
Etsuko Fukano arbitre des matchs internationaux depuis 2006. Elle fit partie des 16 arbitres présentes lors de la Coupe du monde de football féminin 2011 en Allemagne.